# 黄色 (曲)
「黄色」（きいろ）は、back numberの21枚目のシングル。2021年9月29日にユニバーサルシグマより発売された。表題曲「黄色」は、ABEMAのオリジナル恋愛リアリティショー「虹とオオカミには騙されない」の主題歌に起用されている。表題曲は、2021年9月27日に先行配信された。

## 背景
2021年7月24日、同年8月1日にスタートするABEMAのオリジナル恋愛番組「オオカミ」シリーズの最新作「虹とオオカミには騙されない」の主題歌にback numberの新曲「黄色」が起用されることが発表された。同時にYouTubeでは同曲の一部が流れる「虹とオオカミには騙されない」の特別ムービーが公開された。清水依与吏は、「登場する女の子男の子1人1人が自分自身の心と身体で感じ、考え、悩み、答えを出すわけですから、その物語の横で歌うこの主人公にも、目に映ったもの、心に映ったもの、その中での揺れや矛盾を濁りなく歌って欲しいと思いました。」とコメントしている。さらに同年8月4日には、同曲を収録したニューシングルを発売することがアナウンスされた。CDシングルでのリリースは2019年2月の「HAPPY BIRTHDAY」以来約2年7ヶ月ぶり。7thアルバム『ユーモア』に収録される唯一のCDシングル表題曲となった。
カップリング曲「勝手にオリンピック」は後に発売される7thアルバム『ユーモア』には未収録となっている。2022年に行われたアリーナツアー「SCENT OF HUMOR TOUR 2022」では全公演で「黄色」に続けて演奏された。

## リリース
本作は、Blu-rayおよびDVDが付属する初回限定盤、CDのみの通常盤、2枚組のBlu-rayおよびDVDに加え、168ページにわたるライブ写真集が付属のファンクラブ限定盤の3形態で発売された。初回限定盤とファンクラブ限定盤のBlu-ray、DVDには2020年10月に配信されたオンラインライブ「back number live film 2020 "ASH"」のパフォーマンスシーンとそのドキュメンタリー映像が収録された。さらにファンクラブ限定盤のBlu-ray、DVDには昨年9月にファンクラブ限定で行われた配信ライブ「back number live film 2020 "MAHOGANY"」の映像とそのドキュメンタリー映像も収められた。

## チャート成績
2021年9月27日に先行配信された表題曲「黄色」は、2021年10月6日公開（集計期間：2021年9月27日～10月3日）のビルボード・ジャパンチャートにてダウンロード2位（15,559DL）、ストリーミング13位（5,157,173再生）を記録した。また同月29日に発売されたフィジカルCDは「Top Single Sales」にて26,516枚を売り上げて第4位を獲得し、総合チャート「JAPAN HOT 100」では初登場2位をマークした。

## 収録内容

### CD（全形態共通）
| 全作詞・作曲: 清水依与吏。 |                                                       |            |            |                        |      |
| #                          | タイトル                                              | 作詞       | 作曲・編曲 | 編曲                   | 時間 |
| 1.                         | 「黄色」(ストリングス・アレンジ: 小林武史 & 四家卯大) | 清水依与吏 | 清水依与吏 | 小林武史 & back number | 4:57 |
| 2.                         | 「勝手にオリンピック」                                | 清水依与吏 | 清水依与吏 | back number            | 2:25 |
| 3.                         | 「黄色 (instrumental)」                               | 清水依与吏 | 清水依与吏 |                        | 4:57 |
| 4.                         | 「勝手にオリンピック (instrumental)」                 | 清水依与吏 | 清水依与吏 |                        | 2:25 |
| 合計時間:                  | 合計時間:                                             | 合計時間:  | 14:15      |                        |      |

### 初回限定盤およびファンクラブ限定盤Blu-ray / DVD
| #   | タイトル                                                 | 作詞 | 作曲・編曲 |
| --- | -------------------------------------------------------- | ---- | ---------- |
| 1.  | 「SISTER」                                               |      |            |
| 2.  | 「瞬き」                                                 |      |            |
| 3.  | 「僕は君の事が好きだけど君は僕を別に好きじゃないみたい」 |      |            |
| 4.  | 「黒い猫の歌」                                           |      |            |
| 5.  | 「わたがし」                                             |      |            |
| 6.  | 「君がドアを閉めた後」                                   |      |            |
| 7.  | 「MOTTO」                                                |      |            |
| 8.  | 「エメラルド」                                           |      |            |
| 9.  | 「あかるいよるに」                                       |      |            |
| 10. | 「高嶺の花子さん」                                       |      |            |
| 11. | 「ハッピーエンド」                                       |      |            |
| 12. | 「HAPPY BIRTHDAY」                                       |      |            |
| 13. | 「花束」                                                 |      |            |
| 14. | 「水平線」                                               |      |            |
| 15. | 「青い春」                                               |      |            |
| 16. | 「大不正解」                                             |      |            |

- making of back number live film 2020 "ASH"

### ファンクラブ限定盤Blu-ray / DVD
| #   | タイトル                 | 作詞 | 作曲・編曲 |
| --- | ------------------------ | ---- | ---------- |
| 1.  | 「オールドファッション」 |      |            |
| 2.  | 「fish」                 |      |            |
| 3.  | 「黒い猫の歌」           |      |            |
| 4.  | 「花束」                 |      |            |
| 5.  | 「光の街」               |      |            |
| 7.  | 「雨と僕の話」           |      |            |
| 8.  | 「SISTER」               |      |            |
| 9.  | 「だいじなこと」         |      |            |
| 10. | 「sympathy」             |      |            |
| 11. | 「大不正解」             |      |            |
| 12. | 「one room」             |      |            |

- making of back number live film 2020 "MAHOGANY"

## テレビ披露
| 番組名                                                     | 日付          | 放送局 | 披露曲 | 出典  |
| ---------------------------------------------------------- | ------------- | ------ | ------ | ----- |
| 『CDTVライブ!ライブ!』4時間スペシャル「back numberフェス」 | 2021年10月4日 | TBS系  | 黄色   | [ 8 ] |